# Barrio Logan (Tranvía de San Diego)
Barrio Logan es una estación del Trolley de San Diego localizada en el Barrio Logan en San Diego, California funciona con la línea Azul. La estación norte de la que procede a esta estación es 12th & Imperial Transit Center y la estación siguiente sur es Harborside.

## Zona
La estación se encuentra localizada entre la Cesar E. Chavez Parkway y E Harbor Dr muy cerca de Parque Chicano. 

## Conexiones
Esta estación no tiene ninguna conexión con autobuses del Sistema Metropolitano de Tránsito de San Diego. 